# Tonight (I’m Lovin’ You)
A Tonight (I'm Lovin' You), más néven Tonight (I'm Fuckin' You) egy dal a spanyol énekes Enrique Iglesias Euphoria című albumáról. A dalhoz közreműködik az amerikai rapper Ludacris, és a DJ DJ Frank E, a dal producere is. A dal az Egyesült Államokban a rádióban 2010. november 1-jén jelent meg, míg digitális letöltésként a hónap végén november 22-én. A dal stílusa Dance-pop, elektrpop, kiadója a Universal Republic és a Universal Music Latino.

## Helyezések
| Ország (Chart)                                   | Csúcs helyezések |
| ------------------------------------------------ | ---------------- |
| Ausztrália (ARIA)                                | 2                |
| Ausztrália (Ö3 Austria Top 75)                   | 6                |
| Belgium (50 Ultratop Flandria)                   | 7                |
| Belgium (Ultratop 40 Wallonia)                   | 18               |
| Kanada (Canadian Hot 100)                        | 3                |
| Csehország (IFPI)                                | 14               |
| Románia (Romanian Top 100)                       | 2                |
| Dánia (Tracklisten)                              | 4                |
| Finnország (Suomen virallinen lista)             | 9                |
| Franciaország (SNEP)                             | 26               |
| Németország (Media Control AG)                   | 12               |
| Írország (IRMA)                                  | 5                |
| Hollandia (Mega Single Top 100)                  | 11               |
| Új-Zéland (RIANZ)                                | 2                |
| Norvégia (VG-lista)                              | 4                |
| Lengyelország (Polish Music Charts)              | 37               |
| Oroszország (Russian Music Charts)               | 6                |
| Skócia (The Official Charts Company)             | 2                |
| Szlovákia (IFPI)                                 | 3                |
| Szlovákia (Slovak Airplay Chart)                 | 2                |
| Spanyolország (PROMUSICAE)                       | 2                |
| Svédország (Sverigetopplistan)                   | 5                |
| Svájc (Schweizer Hitparade)                      | 4                |
| Ukrajna (TopHit)                                 | 15               |
| Egyesült Királyság (The Official Charts Company) | 5                |
| USA (Billboard Hot 100)                          | 4                |
| USA (Hot Dance Club Songs)                       | 1                |
| USA (Hot Latin Songs)                            | 10               |
| USA (Latin Pop Airplay)                          | 8                |
| USA (Pop Songs)                                  | 1                |
| USA (Latin Tropical Airplay)                     | 8                |

## Fordítás
- Ez a szócikk részben vagy egészben  a   Tonight (I'm Lovin' You) című angol Wikipédia-szócikk fordításán alapul.  Az eredeti cikk szerkesztőit annak laptörténete sorolja fel. Ez a jelzés csupán a megfogalmazás eredetét és a szerzői jogokat jelzi, nem szolgál a cikkben szereplő információk forrásmegjelöléseként.